# Institut de technologie de la Colombie-Britannique
 (juin 2023).
Si vous disposez d'ouvrages ou d'articles de référence ou si vous connaissez des sites web de qualité traitant du thème abordé ici, merci de compléter l'article en donnant les références utiles à sa vérifiabilité et en les liant à la section « Notes et références ».
L’Institut de technologie de la Colombie-Britannique (en anglais : British Columbia Institute of Technology: BCIT) est un établissement d’enseignement supérieur professionnel de la Colombie-Britannique au Canada. Cet établissement est réparti en cinq campus dans la banlieue de Vancouver, avec le campus principal situé dans la ville de Burnaby. Il y a aussi le campus des technologies aérospatiales (Aerospace Technology Campus en anglais) situé dans la ville de Richmond, le campus maritime situé au Nord de Vancouver, le campus du centre-ville (Downtown Campus) situé en plein cœur de Vancouver et le campus de l'île d'Annacis dans la ville de Delta.
Dans un premier temps le BCIT était connu sous le nom de « British Columbia Vocational School » à son ouverture en 1960. Quand le campus de Burnaby a ouvert en 1964, la promotion initiale comptait 498 élèves. En 2013, la promotion comptait 17 453 élèves à plein temps et 29 224 élèves à temps partiel. Depuis son ouverture le BCIT a accueilli plus de 125 000 élèves.